# Sumatra-Erdbeben vom September 2009

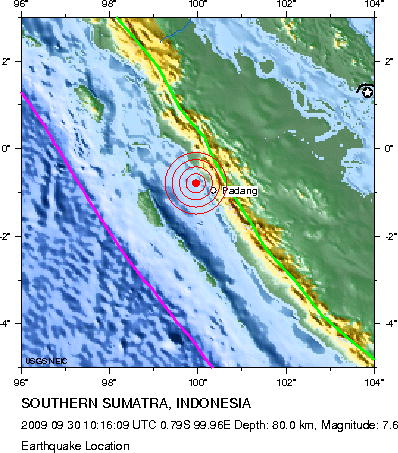
Das Erdbeben ereignete sich vor der Küste Sumatras.

Das Sumatra-Erdbeben vom September 2009 war ein starkes unterseeisches Erdbeben vor der Küste der indonesischen Insel Sumatra. Es ereignete sich am 30. September um 17:16:10 Uhr Ortszeit (10:16:10 Uhr UTC). Das Hypozentrum des Bebens lag in einer Tiefe von 80–90 km, etwa 60 km westnordwestlich von Padang, rund 475 km südsüdwestlich von Kuala Lumpur und 960 km nordwestlich von Jakarta. Es erreichte eine Stärke von 7,6 Mw auf der Momenten-Magnituden-Skala und ist damit von der Stärke vergleichbar mit dem San-Francisco-Erdbeben von 1906 oder dem Erdbeben in Kaschmir 2005.
Durch das Erdbeben wurden mehrere hundert Menschen getötet, da viele Häuser einstürzten. Die Hilfsarbeiten wurden durch ein weiteres Erdbeben der Stärke 6,6 Mw mit einem Epizentrum 250 km weiter südöstlich etwa 15 Stunden später erschwert.

## Tektonische Übersicht
Das Sumatra-Erdbeben vom 30. September 2009 ereignete sich im Zusammenhang mit der schrägen Überschiebung an der nahegelegenen Plattengrenze zwischen der Australischen Platte und der Eurasischen Platte am Sundagraben. Am Epizentrum des Erdbebens schiebt sich die Australische Platte in Bezug auf die Sunda-Platte mit einer Geschwindigkeit von etwa 65 Millimeter pro Jahr nach Nordosten.
Die Subduktionszone rund um den unmittelbaren Bereich der Insel Siberut vor der Küste Padangs erlebte in jüngster Vergangenheit keine starken Erdbeben. Sie riss zuletzt 1797 bei einem Erdbeben der Stärke 8,5 M oder mehr. Damals war die Australische Platte in diesem Bereich rund zehn Meter weit unter die Sunda-Platte gerutscht und hat so zu einer Spannungsentlastung geführt. Diese Entlastung ist anbetracht der Geschwindigkeit, mit der sich beide Platten gegeneinander bewegen, inzwischen mehr als aufgebraucht.
Etwa 250 km weiter südlich rutschte ein 250 km langer Abschnitt der Plattengrenze während der Sumatra-Erdbebenserie vom September 2007 (bis Mw=8,5), während rund 300 km weiter nördlich ein 350 km langer Abschnitt beim Sumatra-Erdbeben vom März 2005 (Mw=8,7) rutschte. Am Ort des Bebens vom 30. September war die Plattengrenze in einer geringeren Tiefe Anfang 2008 Schauplatz einer Folge von mehreren Erdbeben der Stärke Mw=5-6. Es ist nicht klar, ob diese damaligen Beben mit dem Erdbeben vom 30. September, das sich in viel größerer Tiefe ereignete, in Zusammenhang stehen.
Aufgrund der Lage des Hypozentrums in einer Tiefe von 80 km ist es wahrscheinlich, dass das Erdbeben innerhalb der abtauchenden Australischen Platte entstand. Das Erdbebenhypozentrum lag tiefer als bei typischen Subduktionserdbeben, die allgemein in weniger als 50 km Tiefe auftreten. Es ist daher wahrscheinlich, dass bei diesem tiefen Erdbeben der Mantel der Australischen Platte gerissen ist.
Das Erdbeben vom 30. September führte demnach nicht zu einem Reißen der Subduktionszone im Bereich der Mentawai-Inseln, sodass die Gefahr eines großen Erdbebens mit einer Momenten-Magnitude von über Mw=8,5 nicht verringert wurde.